# Nodar Kumaritashvili
Nodar Kumaritashvili (en georgiano ნოდარ ქუმარიტაშვილი; Borjomi, 25 de noviembre de 1988–Whistler, 12 de febrero de 2010) fue un luger georgiano profesional desde 2008. Alcanzó el puesto 55.º en la Copa del mundo de luge 2008-09. Kumaritashvili sufrió un accidente fatal en los Juegos Olímpicos de invierno de 2010 en Vancouver, Canadá, durante un entrenamiento deslizándose con su trineo a 143,3 kilómetros por hora.

## Fallecimiento

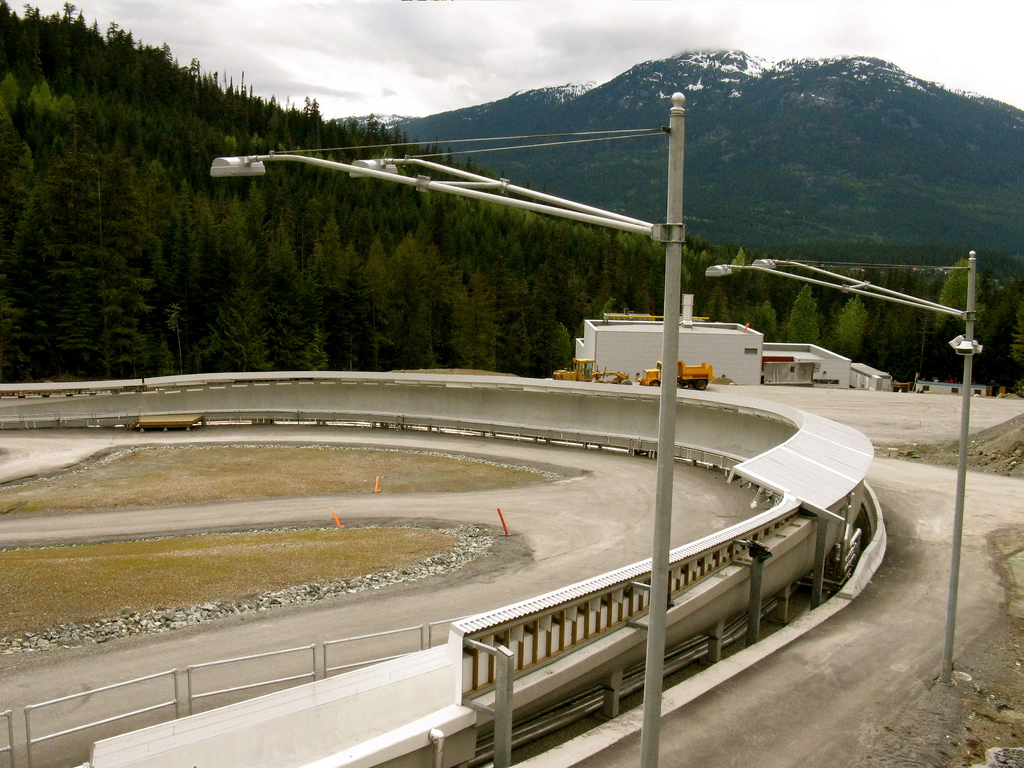
Vista parcial de la pista de deslizamiento de Whistler, donde falleció Kumaritashvili.

Kumaritashvili se clasificó para la competición masculina individual. El 12 de febrero, durante una carrera de entrenamiento en el Whistler Sliding Centre, resultó gravemente herido en un accidente saliéndose de la pista y golpeándose la cabeza con un poste de acero. En ese momento corría a 143,3 kilómetros por hora. Sus heridas requirieron asistencia médica inmediata, con compresión torácica y reanimación cardiopulmonar, que resultaron infructuosas. Murió en el hospital de Whistler. Fue el cuarto atleta fallecido en unos Juegos Olímpicos de invierno, después del luger británico Kazimierz Kay-Skrzypeski, el esquiador Ross Milne (ambos en Innsbruck 1964) y Nicolas Bochatay (Albertville 1992).

### Equipo de Georgia

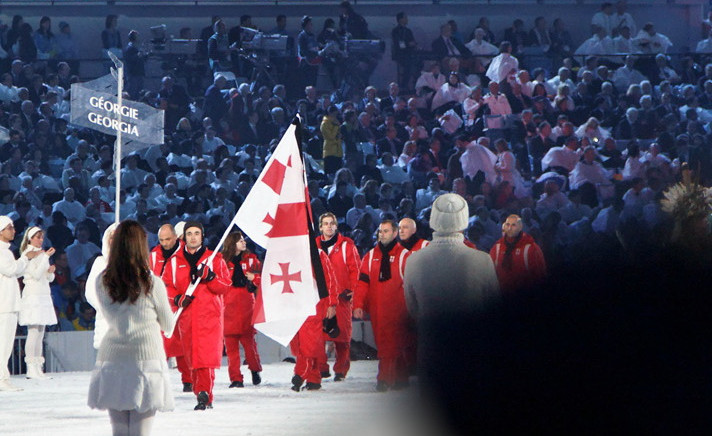
Los atletas de Georgia durante la ceremonia de apertura.

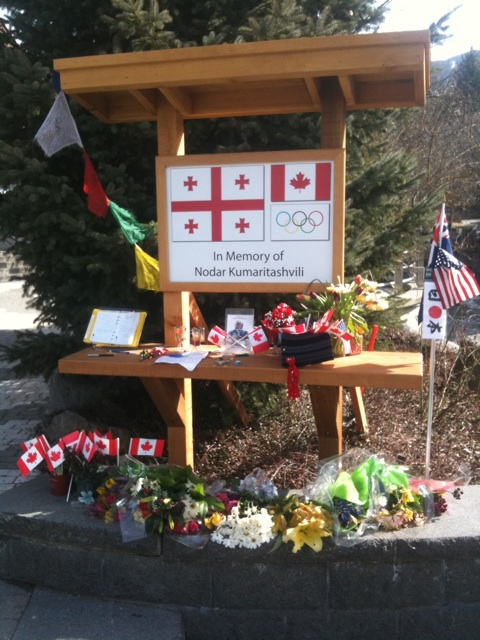
Pequeño recordatorio en memoria de Kumaritashvili en Whistler.

Tras el incidente, el equipo de Georgia anunció que no participaría en la ceremonia inaugural y que podía retirarse de los juegos. No obstante, los atletas de Georgia sí hicieron acto de presencia durante la inauguración, siendo recibidos con una ovación de pie por parte del público asistente, y reiterando de esta forma su permanencia en la justa olímpica. Durante la ceremonia inaugural, los atletas georgianos portaron una banda negra en el brazo y un listón negro en su bandera, en homenaje a Kumaritashvili.